# David Frič
David Frič (* 17. Februar 1983 in Kladno) ist ein tschechischer Futsalspieler.

## Karriere
Frič begann seine Karriere in der Saison 2001/02 beim damaligen Zweitligisten Ebárna Boys Kladno, mit dem er in der Folgesaison in die 1. Liga aufstieg. Kladno konnte in der Spielzeit 2003/04 die Klasse nicht halten, woraufhin Frič zu Viktoria Žižkov (ab 2006/07: Eco Investment Prag) wechselte. In der 1. tschechischen Liga absolvierte der Abwehrspieler bisher 132 Spiele, in denen er 48 Tore schoss.
Ab 2005 wurde Frič in der tschechischen Nationalmannschaft eingesetzt, nachdem er zuvor bereits zu mehreren Einsätzen in der U-21-Auswahl gekommen war.
Zur Saison 2009/10 wechselte Frič zum mehrfachen slowakischen Meister Slov-Matic Bratislava.